# Eduard Hüger
Eduard Moritz Bernhard Hüger (* 20. Dezember 1826 in Coesfeld; † 29. September 1895 in Hannover) war ein preußischer Landrat im Kreis Zell.

## Leben
Eduard war ein Sohn von Wilhelm Hüger und seit dem 31. Mai 1855 in Münster (Westfalen) mit Franziska Josephina Antonia geb. Kövener verheiratet. Nach dem erfolgreichen Schulbesuch des Nepomucenum Gymnasium in Coesfeld studierte Hüger in der Zeit von 1845 bis 1848 in Bonn Rechtswissenschaften. Nach Abschluss seines Studiums erhielt er zunächst Anstellung in Neuwied, Braunfels und Koblenz, wo er ab dem 28. Februar 1857 als Regierungsassessor im Oberpräsidium der Rheinprovinz tätig war. Nach 3 Jahren Tätigkeit in Koblenz erhielt Hüger – inzwischen zum Assessor ernannt – am 20. September 1860 seinen Ruf zum kommissarischen Landrat im Altkreis Zell an der Mosel, der im Folgejahr am 12. Januar 1861 eine dauerhafte Bestellung folgte.
Nach seiner Ankunft in Zell stellte Hüger jedoch fest, dass sich die Amtsräume der Kreisverwaltung im alten Zeller Schloß nur in einer Art provisorischem Zustand befanden. Weiterhin leistete hier noch der hiesige Richter seinen Dienst und zudem wurden die dort vorhandenen Wohnungen noch von zwei bürgerlichen Familien bewohnt. Um sich adäquate Diensträume zu verschaffen, kaufte Hüger kurzerhand das heute als die „Hirsch-Apotheke“ bekannte Haus in Zell in der Schloßstraße 27 und richtete sich hier sein Landratsamt nebst Dienstwohnung ein.
Als es nach einem mehrjährigen Streit um den Neubau einer Kirche in Irmenach ging, den schon der vorherige Landrat Ulrich auszutragen hatte und der bereits zweimal abgelehnt worden war, „trat am 30. April 1861 eine günstige Wendung ein“. Landrat Hüger berichtete der Regierung daher, dass dem Bau der neuen Kirche gemäß Beschlüssen seitens der Gemeinde und des Presbyteriums und entsprechend abgehaltenen Sitzungen vom 3. und 14. April 1861 jetzt nichts mehr entgegenstehe.
Im Jahre 1863 zählte er zu den Befürwortern zweier neu abzuhaltender Kram- und Viehmärkte im Kreis. Der erste sollte jeweils am 1. Dienstag im Mai in Zell und der andere am 2. Dienstag in Alf (Gemeinde) abgehalten werden. In die Zeit seines Wirkens als Landrat in Zell fällt auch die Wiederinbetriebnahme des Bergwerksbetriebes in Altlay  (Altlayer Bach), allerdings ist nicht bekannt ob und inwieweit Hüger an diesem Prozess beteiligt war. Nach etwas mehr als 6 Jahren Amtszeit wird er am 30. April 1867 zuerst nach Münster in die dortige Regierung und von hier zuletzt noch nach Hannover versetzt. Dort verstarb Hüger im September des Jahres 1895.

## Auszeichnungen
- Roter Adlerorden 2. Klasse